# 博亞爾卡河 (格尼洛伊季基奇河支流)
博亞爾卡河（羅馬化：Boiarka）是烏克蘭的河流，位於該國中部，屬於格尼洛伊季基奇河的支流，發源自斯塔尼希夫卡西北面，流經基輔州和切爾卡瑟州，河道全長33公里，流域面積196平方公里。